# Francesco Liparuli
Francesco Liparuli (Massa Lubrense, 1545 – Capri, 1608) è stato un vescovo cattolico e giurista italiano.

## Biografia
Nacque a Massa Lubrense nel 1545, da nobile famiglia, che aveva dato origine a Leonardo, vescovo di Nicotera dal 1573 al 1578.
Fu esimio giureconsulto e pronotario apostolico e cappellano di re Filippo II
Il 28 novembre 1584 papa Gregorio XIII lo nominò vescovo di Capri, ricevendo la consacrazione episcopale il 13 dicembre successivo nella Cappella Sistina a Roma dalle mani del cardinale Tolomeo Gallio, cardinale presbitero di Sant'Agata dei Goti, co-consacranti i vescovi Giovanni D'Amato, già vescovo di Minori, e Paolo Odescalchi, già vescovo di Penne e Atri.
Morì a Capri nel 1608.

## Genealogia episcopale
La genealogia episcopale è:
- Cardinale Tolomeo Gallio
- Vescovo Francesco Liparuli